# Gershwin's World
Albums de Herbie Hancock
1 + 1
(1997) Future 2 Future
(2001)
Gershwin's World est un album de jazz du pianiste Herbie Hancock sorti en 1998.

## Récompenses
Avec cet album produit et arrangé par Robert Sadin, Herbie Hancock reçoit en février 1999 le Grammy Award dans la catégorie Best Jazz Instrumental Performance, Individual or Group.

## Historique
La plupart des compositions sont de George et Ira Gershwin auxquels l'album rend hommage, à l'exception notable du Second mouvement du concerto en sol composé par Maurice Ravel. Parmi les musiciens sont invités Joni Mitchell, Chick Corea, Kenny Garrett, Wayne Shorter et Stevie Wonder.

## Titres
| No  | Titre                                               | Musique               | Durée |
| --- | --------------------------------------------------- | --------------------- | ----- |
| 1.  | Overture (Fascinatin' Rhythm)                       | George & Ira Gershwin | 0:54  |
| 2.  | It Ain't Necessarily So                             | George & Ira Gershwin | 4:44  |
| 3.  | The Man I Love                                      | George & Ira Gershwin | 5:57  |
| 4.  | Here Come De Honey Man                              | George & Ira Gershwin | 3:58  |
| 5.  | St. Louis Blues                                     | W.C. Handy            | 5:50  |
| 6.  | Lullaby                                             | George Gershwin       | 11:04 |
| 7.  | Blueberry Rhyme                                     | George & Ira Gershwin | 3:31  |
| 8.  | It Ain't Necessarily So (Interlude)                 | George & Ira Gershwin | 1:25  |
| 9.  | Cotton Tail                                         | Duke Ellington        | 4:43  |
| 10. | Summertime                                          | George & Ira Gershwin | 4:40  |
| 11. | My Man's Gone Now                                   | George & Ira Gershwin | 1:55  |
| 12. | Prelude In C# Minor                                 | George Gershwin       | 4:45  |
| 13. | Concerto For Piano And Orchestra In G, 2nd Movement | Maurice Ravel         | 9:11  |
| 14. | Embraceable You                                     | George & Ira Gershwin | 4:38  |

## Musiciens
- Herbie Hancock : piano, orgue, arrangements

Overture (Fascinating Rhythm)
- Madou Dembelle : djembé
- Bireyma Guiye, Cheik Mbaye, Cyro Baptista : percussions
- Massamba Diop : talking drum[2]

It Ain't Necessarily So
- James Carter : saxophone ténor
- Kenny Garrett : saxophone alto
- Eddie Henderson : trompette
- Ira Coleman : contrebasse
- Terri Lyne Carrington : batterie
- Madou Dembelle : djembé
- Massamba Diop : talking drum

The Man I Love
- Joni Mitchell : chant
- Wayne Shorter : saxophone ténor
- Ira Coleman : contrebasse
- Terri Lyne Carrington : batterie

Here Come De Honey Man
- James Carter : saxophone soprano
- Kenny Garrett : saxophone alto
- Marlon Graves : guitare
- Cyro Baptista, Robert Sadin : percussions

St. Louis Blues
- Stevie Wonder : chant, harmonica
- Alex Al : contrebasse
- Terri Lyne Carrington : batterie

Lullaby
- Orpheus Chamber Orchestra

Blueberry Rhyme
- Chick Corea : piano

It Ain't Necessarily So (Interlude)
- Kenny Garrett : saxophone alto
- Ira Coleman : contrebasse
- Cyro Baptista : percussions

Cotton Tail
- Wayne Shorter : saxophone ténor
- Ira Coleman : contrebasse
- Terri Lyne Carrington : batterie

Summertime
- Joni Mitchell : chant
- Wayne Shorter : saxophone soprano
- Stevie Wonder : harmonica
- Ira Coleman : contrebasse

My Man's Gone Now
- Bakithi Kumalo : contrebasse
- Cyro Baptista, Marlon Graves, Robert Sadin : percussions

Prelude In C# Minor
- Kathleen Battle : chant
- Bakithi Kumalo : guitare
- Ira Coleman : contrebasse
- Charles Curtis : violoncelle
- Cyro Baptista : percussions

Concerto For Piano And Orchestra In G, 2nd Movement
- Orpheus Chamber Orchestra

Embraceable You
- Herbie Hancock : piano